# Маккаллох, Энди
Энди Маккаллох (англ. Andrew McCulloch; 19 ноября 1945, Борнмут) — британский музыкант (ударник), работавший с такими исполнителями, как Fields, Greenslade, Manfred Mann Chapter Three, Энтони Филлипс, Питер Бэнкс, Crazy World of Arthur Brown и King Crimson. 
В составе King Crimson им был записан один единственный альбом Lizard (1970), но при этом Маккаллох участвовал в работе не как сессионный музыкант, а член группы. По мнению музыкального критика Брюса Эдера (Bruce Eder), это была наиболее запоминающаяся работа Маккаллоха. 

## Биография
Сведения об Энди Маккаллохе довольно скудны. Считается, что он родился 19 ноября 1945 г. в Борнмуте и провёл детство в Японии и Гонконге, после чего вернулся в Англию и в конце 1960-х начал играть в разных недолговечных группах. В одной из них, названной Shy Limbs, он играл вместе с Грегом Лейком, в 1968-1969 гг. группа выпустила два сингла. Вскоре группа Shy Limbs распалась (ещё ранее её покинул Грег Лейк), и Маккаллох переехал в Лондон, где снимал комнату у Кита Эмерсона в районе Челси и занимался студийной работой с различными музыкантами. В частности, он принял участие в записи второго альбома группы Manfred Mann Chapter Three (1970). 
В апреле 1970, после ухода Майкла Джайлза, Маккаллох был приглашён в King Crimson для записи альбома Lizard. После окончания работы над этим альбомом он покинул King Crimson и в дальнейшем сотрудничал с разными музыкальными группами и исполнителями. Наиболее долгим и плодотворным было участие в группе Greenslade, которая в первой половине 1970-х записала несколько удачных альбомов.